# Губин, Олег Сергеевич
Оле́г Серге́евич Гу́бин (12 апреля 1981, Воскресенск, РСФСР) — российский хоккеист, центральный нападающий клуба «Химик» (Воскресенск). Обладатель бронзовой медали чемпионата КХЛ сезона 2014/2015 в составе клуба «Сибирь», обладатель Кубка Петрова сезона 2022/2023 в составе родного «Химика». Признан самым ценным игроком плей-офф. Мастер спорта России (2024).

## Карьера
Олег Губин является воспитанником воскресенского хоккея. Губин начал свою профессиональную карьеру в 1999 году в клубе Высшей лиги саратовском «Кристалле». В Высшей лиге Олег выступал до 2005 года. За это время он становился игроком лениногорского «Нефтяника», воскресенского «Химика» и электростальского «Кристалла».
В сезоне 2004/05 Губин дебютировал в Суперлиге, сыграв один матч за нижнекамский «Нефтехимик». Сезон 2005/06 Олег вновь провёл в Высшей лиге в составе клуба «Крылья Советов», с которым вышел в Суперлигу, став одним из главных творцов того успеха.
29 января 2007 года после долгих разбирательств с московским клубом Губин перешёл в состав череповецкой «Северстали», где и выступал до 2010 года.
24 сентября 2010 года в результате обмена на Мартина Цибака Губин стал игроком московского «Спартака», в составе которого за оставшуюся часть сезона 2010/11 набрал 27 (14+13) очков в 51 проведённом матче.
В мае 2024 года завершил игровую карьеру и 1 июня 2024 года вошёл в тренерский штаб воскресенского «Химика» в качестве тренера по развитию игроков и работе с нападающими.

## Статистика
| Легенда | Легенда                    | Легенда | Легенда                   | Легенда | Легенда    |
| ------- | -------------------------- | ------- | ------------------------- | ------- | ---------- |
| И       | Количество проведённых игр | Штр     | Штрафное время            | +/−     | Плюс-минус |
| Г       | Голы                       | П       | Голевые передачи          | О       | Очки       |
| -       | Статистика неизвестна      | —       | Статистика не учитывалась |         |            |

## Достижения

### Командные
Россия
| Год  | Команда           | Достижение                        | Достижение |
| ---- | ----------------- | --------------------------------- | ---------- |
| 2003 | Химик Воскресенск | Серебряный призёр Высшей лиги (2) |            |
| 2006 | Крылья Советов    | Серебряный призёр Высшей лиги (2) |            |

КХЛ
| Год  | Команда | Достижение           | Достижение |
| ---- | ------- | -------------------- | ---------- |
| 2015 | Сибирь  | Бронзовый призёр КХЛ |            |